# José Manuel Franco
José Manuel Franco Pardo (prononcé en espagnol : /xoˈse maˈnwɛl ˈfɾãŋko ˈpaɾðo/), né le 8 septembre 1957 à A Pobra do Brollón (province de Lugo), est un homme politique espagnol membre du Parti socialiste ouvrier espagnol (PSOE).
Né en Galice, diplômé en droit et fonctionnaire du ministère de la Défense, il est élu en 1995 député à l'Assemblée de Madrid. En 2004, il devient membre de la commission exécutive régionale du PSOE de Madrid, puis il siège en 2007 au sein de la direction provisoire madrilène.
Il est nommé en 2008 porte-parole adjoint du groupe parlementaire à l'Assemblée de Madrid, puis réintègre quatre ans plus tard la commission exécutive régionale du Parti socialiste. Après la destitution de Tomás Gómez par la direction nationale du PSOE en mars 2015, il est désigné porte-parole du groupe parlementaire pour les quelques semaines restantes de la législature. Il retrouve un poste de porte-parole adjoint après les élections de mai 2015.
En septembre 2017, il est élu secrétaire général du PSOE de la communauté de Madrid avec plus de 70 % des voix. Il quitte deux ans plus tard l'Assemblée de Madrid pour siéger au Congrès des députés, occupant la troisième place sur la liste que conduit Pedro Sánchez. Ce dernier le nomme en février 2020 délégué du gouvernement dans la communauté autonome. Il fait l'objet dans les mois qui suivent d'une information judiciaire, finalement classée sans suite, pour avoir autorisé des manifestations au début du mois de mars 2020, quelques jours avant le confinement prononcé en raison de la pandémie de Covid-19.
Il est désigné en mars 2021 président du Conseil supérieur des Sports (CSD), et démissionne deux mois plus tard de son poste de secrétaire général régional après que le PSOE madrilène a remporté le plus mauvais résultat de son histoire aux élections autonomiques anticipées. Il quitte le CSD en juin 2023 pour se présenter aux élections générales anticipées, au cours desquelles il est élu sénateur.

## Famille, études et travail
José Manuel Franco Pardo naît le 8 septembre 1957 à A Pobra do Brollón, dans la province de Lugo. Il grandit cependant à Monforte de Lemos et dans sa jeunesse, il pratique le basket-ball et le football.
Il étudie le droit à l'université de Saint-Jacques-de-Compostelle, où il obtient sa licence. Il devient ensuite fonctionnaire du ministère de la Défense, se voyant décerner en 1993 la croix de l'Ordre du mérite militaire.
Il est marié et père d'une fille.

## Engagement politique

### Débuts
José Manuel Franco adhère au Parti socialiste ouvrier espagnol (PSOE) en 1981, après avoir assisté à une conférence donnée par Enrique Tierno Galván. Il siège au conseil municipal de Monforte de Lemos entre 1984 et 1986, en qualité de membre du groupe socialiste.

### Député à l'Assemblée de Madrid
À l'occasion des élections parlementaires madrilènes du 28 mai 1995, José Manuel Franco se présente en 26e position sur la liste de la Fédération socialiste madrilène-PSOE (FSM-PSOE) du président de la communauté de Madrid Joaquín Leguina ; il est ainsi élu à l'Assemblée de Madrid alors que la FSM-PSOE bascule dans l'opposition. Après avoir été réélu aux élections du 13 juin 1999, il prend la présidence de la commission du Budget et des Finances.
Lors du congrès du Parti socialiste de Madrid-PSOE (PSM-PSOE) le 18 juillet 2004, il intègre la commission exécutive dirigée par le secrétaire général Rafael Simancas, avec les fonctions de secrétaire à l'Administration. À la suite de la démission de Simancas, causée par la défaite des socialistes aux élections du 27 mai 2007, il fait partie des 13 personnalités choisies le 7 juin pour former la direction provisoire du PSM-PSOE, sous la présidence de Cristina Narbona.
Il n'est pas reconduit au congrès extraordinaire de juillet suivant, qui consacre Tomás Gómez au secrétariat général mais il est promu en septembre 2008 au poste de porte-parole adjoint du groupe socialiste à l'Assemblée de Madrid, sous la direction de Maru Menéndez, dans le cadre d'une restructuration fortement contestée en interne. Dans la perspective des élections du 22 mai 2011, il est maintenu comme candidat alors même que Tomás Gómez procède à un renouvellement de 50 % de la liste des postulants par rapport au groupe parlementaire sortant. Le 4 mars 2012, il devient secrétaire à l'Aménagement du territoire et à l'Environnement de la commission exécutive du PSM-PSOE, toujours dirigée par Tomás Gómez.
Le 16 février 2015, alors qu'il reste seulement quatre séances plénières avant la tenue des  élections du 24 mai 2015, il est promu porte-parole du groupe parlementaire socialiste en raison de la démission de Tomás Gómez, destitué de ses fonctions de secrétaire général quatre jours auparavant par la direction nationale du PSOE. Sa désignation par la direction provisoire que préside Rafael Simancas est ratifiée à l'unanimité du groupe parlementaire. À la suite du scrutin, il prend le poste de porte-parole adjoint. Au congrès extraordinaire du Parti socialiste ouvrier espagnol de la communauté de Madrid (PSOE-M) du 31 juillet qui voit Sara Hernández accéder au secrétariat général, il n'est pas intégré à la nouvelle commission exécutive.

### Secrétaire général du PSOE-M
En 2014, José Manuel Franco est nommé directeur de la campagne d'Antonio Miguel Carmona pour les élections municipales à Madrid. Il fait ainsi la connaissance du député Pedro Sánchez, futur secrétaire général du PSOE et à l'époque collaborateur de cette même campagne. 
Après avoir assumé le rôle de coordonnateur à Madrid de la campagne victorieuse de Pedro Sánchez lors des primaires du XXXIXe congrès fédéral, il sous-entend le 20 juin 2017 avoir l'intention de postuler au secrétariat général du PSOE-M avec le soutien du dirigeant national. Cette candidature est la conséquence de la rupture entre Pedro Sánchez et Sara Hernández, celle-ci ayant soutenu Patxi López au cours des élections primaires. Il présente son slogan de campagne un mois plus tard, lors d'une conférence de presse au siège de la section socialiste de Chamartín où il milite : « Les valeurs de la gauche nous rassemblent ».
Le jour du vote des adhérents, le 30 septembre suivant, il l'emporte largement dès le premier tour en recueillant 71,77 % des suffrages exprimés, 50,28 % des militants s'étant rendus aux urnes. Il devance le maire de Soto del Real Juan Lobato, qui obtient 19,74 %, et l'ancien député Eusebio González Jabonero, soutenu par Tomás Gómez et qui récolte 8,49 %. Il s'impose avec 93 % des voix dans la section de Leganés, 71,59 % des voix dans celle de Móstoles, 82 % dans celle de Fuenlabrada et 60 % dans celle d'Alcalá de Henares. Pour la formation de sa commission exécutive, il propose une liste de 50 membres avec un profil politique peu affirmé pour éviter les désaccords, fait de la place à tous les courants et exclut les maires, à l'exception de celui de Fuenlabrada, Manuel Robles, choisi pour occuper la présidence du PSOE-M ; son équipe de direction reçoit le 22 octobre l'aval de 70 % des délégués au XIIIe congrès régional, 28 % décidant de voter blanc.

### Délégué du gouvernement
Dans la perspective des élections générales anticipées du 28 avril 2019, Pedro Sánchez investit José Manuel Franco en troisième position sur sa liste dans la circonscription de Madrid. Il suit donc la vice-présidente du gouvernement Carmen Calvo et précède les ministres Teresa Ribera, Dolores Delgado et Reyes Maroto. Le 30 juillet, il est élu par assentiment président de la commission parlementaire de l'Éducation et de la Formation professionnelle avec le reste du bureau, qui réunit quatre députés.
Son nom est cité au début du mois de février 2020 pour prendre le poste de délégué du gouvernement dans la communauté de Madrid, une fonction compatible avec le secrétariat général du PSOE-M et que Pedro Sánchez souhaite renforcer politiquement alors que la mairie et la communauté de Madrid sont toutes les deux gouvernées par une coalition entre le Parti populaire et Ciudadanos. Sa nomination formelle en Conseil des ministres intervient le 11 février et il prend ses fonctions le lendemain.
Le 25 mars suivant, alors que l'Espagne fait face à une importante vague de décès en raison de la pandémie de Covid-19, la juge d'instruction Carmen Rodríguez-Medel annonce l'ouverture d'une information judiciaire des chefs de « prévarication administrative » et « blessures involontaires par imprudence professionnelle » contre José Manuel Franco en raison de l'autorisation qu'il a donnée pour l'organisation des manifestations féministes organisées le 8 mars pour célébrer la Journée internationale des droits des femmes. La magistrate abandonne un mois plus tard le chef de blessures involontaires en raison d'un rapport qui exclut un lien de causalité entre la formation des cortèges et la hausse des contagions. Après avoir mis en examen et auditionné le délégué du gouvernement, elle rend le 12 juin une ordonnance de non-lieu, considérant qu'il n'existe pas d'éléments prouvant l'existence de la commission d'un délit, estimant que José Manuel Franco « n'avait pas une connaissance certaine, objective et technique du risque que les manifestations et concentrations faisaient courir pour la santé » et soulignant qu'il « n'a reçu aucune communication ou instruction particulière des autorités sanitaires ». Il interdit l'année suivante la tenue des manifestations de la journée du 8 mars, argüant de motifs de santé publique.
L'Assemblée de Madrid adopte le 16 juillet 2020 une résolution parlementaire avec les votes favorables du Parti populaire, de Ciudadanos et de Vox et l'opposition du Parti socialiste, de Más Madrid et Unidas Podemos appelant le gouvernement de la communauté de Madrid à solliciter la révocation immédiate du délégué du gouvernement en raison de son action face à la pandémie. Le porte-parole parlementaire du Parti populaire Alfonso Serrano l'accuse en effet d'avoir « clairement abandonné son poste » et « de faire la sourde oreille face à l'Organisation mondiale de la santé », tandis que le socialiste José Cepeda dénonce un texte hors de la compétence du parlement territorial, expliquant que cela correspondrait « à une motion [qu'il porterait] en qualité de sénateur pour obtenir la réprobation d'Isabel Díaz Ayuso ».

### Secrétaire d'État aux Sports
José Manuel Franco est contacté le 29 mars 2021 par Pedro Sánchez qui l'informe qu'il compte le nommer président du Conseil supérieur des Sports (CSD), un poste avec rang administratif de secrétaire d'État et connu comme le « secrétaire d'État aux Sports », afin de remplacer Irene Lozano, candidate aux élections parlementaires anticipées madrilènes, prévues le 4 mai. Sa nomination est officialisée le lendemain en Conseil des ministres. Son remplacement à la délégation du gouvernement est assuré par Mercedes González, porte-parole adjointe du groupe socialiste au conseil municipal de la capitale espagnole.
Au lendemain des élections du 4 mai, au cours desquelles le PSOE-M a enregistré le pire résultat de son histoire et cédé sa place de premier parti de gauche à Más Madrid, José Manuel Franco indique au cours d'une réunion de la commission exécutive régionale qu'il n'a pas l'intention de démissionner de ses fonctions et qu'il a l'intention de diriger la fédération madrilène jusqu'au congrès régional, prévu à l'automne. À la suite d'une nouvelle réunion organisée le lendemain, il renonce finalement au secrétariat général du PSOE-M, ouvrant la voie à la constitution d'une direction provisoire. Celle-ci est installée le lendemain, sous la présidence de la députée Isaura Leal (es).
La presse dévoile, le 10 juin 2023, qu'il sera candidat aux élections générales anticipées du 23 juillet suivant dans la circonscription de Madrid, en 1re position sur la liste du Parti socialiste au Sénat. La loi électorale rendant inéligible le président du Conseil supérieur des Sports, il est contrainte de renoncer à cette fonction afin de pouvoir se présenter, et cèdera son poste à Víctor Francos, secrétaire général à la Culture et aux Sports. Il est formellement relevé de ses responsabilités lors du Conseil des ministres du 13 juin.

### Sénateur
Lors des élections du 23 juillet 2023, José Manuel Franco est élu sénateur avec plus de 891 000 voix. Dans la circonscription de Madrid, il est l'unique sénateur socialiste, puisque le Parti populaire remporte les trois autres sièges à pourvoir. Sur les onze sénateurs de la communauté de Madrid, il est l'un des deux seuls issus du PSOE, l'autre étant Juan Lobato.
À l'occasion du congrès de la section du PSOE de la ville de Madrid, la future secrétaire générale et cheffe de file au conseil municipal Reyes Maroto propose qu'il occupe la présidence — honorifique — de la commission exécutive. La liste qu'elle propose pour cette instance est ratifiée le 6 avril 2025 par 93 % des voix des délégués.